# Джулія Еммоло
Джулія Енріка Еммоло (італ. Giulia Enrica Emmolo; нар. 16 жовтня 1991, Імперія, Італія) — італійська ватерполістка, срібна призерка Олімпійських ігор 2016 року.

## Виступи на Олімпіадах
| Олімпіада           | Дисципліна | Місце |
| ------------------- | ---------- | ----- |
| Лондон 2012         | водне поло | 7     |
| Ріо-де-Жанейро 2016 | водне поло | 2     |